# Cadena de consulta
En informática, una cadena de consulta (en inglés: query string) es una parte de un localizador de recursos uniforme (URL) que asigna valores a una serie de parámetros especificados. En general incluye campos añadidos a una URL base por un navegador web u otra aplicación de cliente, por ejemplo, como parte de un documento HTML, para elegir la apariencia de una página o para saltar a una determinada posición en un contenido multimedia.

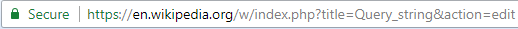
Una barra de direcciones en Google Chrome que muestra una URL con la cadena de consulta title=Query_string&action=edit

Un servidor web puede gestionar una petición HTTP, ya sea leyendo un archivo de su sistema de archivos en función de la ruta URL o tratando la petición con la ayuda de una lógica que es específica. En caso de que se invoque una lógica especial, la cadena de consulta estará disponible para añadir opciones a dicha lógica junto con la ruta de la URL.

## Visión general
En los comienzos de la web las direcciones de las páginas contenían la estructura jerárquica de los directorios del sitio. Por ejemplo:
```
www.sitiodeejemplo.net/paginaprincipal/paginasecundaria/contenido.html

```

Estos sitios eran estáticos: a menos que el administrador modifique las páginas, siempre mostrarían el mismo contenido a los visitantes.
Más tarde aparecieron los sitios dinámicos. En este caso, el servidor web crea automáticamente la página cuando el navegador la solicita. Para ello se vale de una serie de parámetros o datos que se incluyen en la URL. Éstos normalmente están compuestos por un nombre y un valor separados por el signo igual (=), pudiéndose concatenar un número arbitrario de ellos mediante el signo &. Un ejemplo de dirección dinámica sería:
```
www.sitiodeejemplo.net/pagina.php?nombredevalor1=valor1&nombredevalor2=valor2

```

Otro ejemplo común de dirección dinámica consistiría en configurar el servidor para que asigne automáticamente a un conjunto de variables predefinidas los valores resultantes de la separación de una cadena de consulta usando como símbolo de separación de la cadena el carácter /.
```
www.sitiodeejemplo.net/paginaprincipal/paginasecundaria/contenido

```

De esta forma y mediante la configuración del servidor (ej. mod rewrite en servidores web Apache) se podría acceder a las tres subcadenas resultantes en nuestro ejemplo, esto es, paginaprincipal, paginasecundaria y contenido accediendo mediante el método GET a los nombres de variable que se definieron en la configuración del servidor web. Se trata de una segunda opción simplificada de pares variable-valor, con la peculiaridad de que los nombres de variable se sobreentienden y predefinen en el servidor y el valor se obtiene tras aplicar una separación de la cadena de consulta mediante el símbolo /. De esta forma se puede trabajar con URL amigables siguiendo las recomendaciones de los principales motores de búsqueda, sin necesidad de crear una estructura de directorios en el servidor. Una gran cantidad de sitios web utilizan esta forma de interpretación de la cadena de consulta.